# Obereopsis atritarsis
Obereopsis atritarsis là một loài bọ cánh cứng trong họ Cerambycidae.